# ArtX
ArtX是一家公司，成立於1997年，是由美國視算科技（Silicon Graphics, Inc.，SGI）公司的工程師群所創辦。ArtX公司的主要經營型態是矽智財的技術授權，與ARM、MIPS等業者的經營型態相類似。
ArtX專長於視訊方面的矽智財技術，其技術曾授權（銷售）給日本的任天堂公司（Nintendo），並將技術用在任天堂64（Nintendo 64，簡稱：N64）電視遊樂器的機內繪圖晶片中，也曾（幾何繪圖引擎）授權給台灣的揚智科技公司（ALi），並將技術用於整合型晶片組（Integrated Graphics Chipset，IGP）：Aladdin 7（阿拉丁7）上，並在1999年的COMDEX Fall國際電腦展中首次揭露。
此外，任天堂的第四代電視遊樂器：GameCube（簡稱：GC）的繪圖晶片（稱為Flipper chip）也有使用到ArtX公司的技術。
ArtX公司的總裁來自過去視算科技先進繪圖部門的最高主管：David Orton，之後ArtX公司於2000年2月由ATi科技公司以價值4億美元的股票選擇權（stock option）所收購，David Orton轉成為ATi科技公司的執行長。
收購之後，ArtX的技術也讓ATi在研發Radeon R300整合型晶片組時帶來許多幫助，多年來ATi公司與nVIDIA公司在繪圖晶片的領域上有激烈的較勁，包括繪圖晶片的速度、視訊記憶體的容量、視訊記憶體的速度、繪圖晶片的處理管線數等各環節細項。